# Tall Aghbar
Tall Aghbar (arab. تل أغبر) – wieś w Syrii, w muhafazie Aleppo, w dystrykcie Dżarabulus. W 2004 roku liczyła 442 mieszkańców.